# Seepage
Albums de Tech N9ne
The Gates Mixed Plate
(2010) Bad Season
(2010)
Seepage est le deuxième EP du rappeur Tech N9ne, sorti le 25 octobre 2010. Il est la suite de The Lost Scripts of K.O.D. et de K.O.D..
L'album s'est classé 5e au Top Independent Albums, 6e au Top Rap Albums, 10e au Top R&B/Hip-Hop Albums et 57e au Billboard 200.

## Liste des titres
| No | Titre                                                   | Durée |
| -- | ------------------------------------------------------- | ----- |
| 1. | Choking From It (Skit)                                  | 1:05  |
| 2. | Seepage (featuring Tonesha Sanders)                     | 3:05  |
| 3. | Asshole (featuring Big Scoob et Krizz Kaliko)           | 4:02  |
| 4. | Alucard                                                 | 3:28  |
| 5. | Bite Me (featuring Tonesha Sanders et Jessica Slankard) | 1:52  |
| 6. | Trippin Comin (featuring Krizz Kaliko)                  | 4:07  |